# Gustav Fassemeier
Gustav Fassemeier war ein deutscher Lehrer und Politiker.
Fassemeier wohnte in Nienhagen und war Lehrer. 1926 rückte er als Abgeordneter in den Lippischen Landtag für die Wirtschaftlichen Vereinigung der Haus- und Grundbesitzer, Hypothekengläubiger und Sparer nach. 1929 kandidierte er für die Reichspartei für Volksrecht und Aufwertung und wurde als Einziger aus dieser Partei in ganz Lippe gewählt.